# Kasztelania inowrocławska
Kasztelania inowrocławska – kasztelania mieszcząca się niegdyś w województwie inowrocławskim, z siedzibą (kasztelem) w Inowrocławiu.

## Kasztelanowieinowrocławscy
| Monarcha                                                                             | Wojewoda | #  | Kasztelan                                                               | Herb | Lata sprawowania urzędu                               | Lata życia                                    |
| ------------------------------------------------------------------------------------ | --- | -- | ----------------------------------------------------------------------- | ---- | ----------------------------------------------------- | --------------------------------------------- |
| Kazimierz I kujawski                                                                 | NN. | 1  | Bogusza Bogusza z Kościoła, Kościelca                                   |      | 18 września 1241 - 28 sierpnia 1243                   |                                               |
| Kazimierz I kujawski                                                                 | Bogusza z Kościoła/ Wilk z Izbicy | 2  | Bogusław Bogusław z Gogolina                                            |      | 29 czerwca 1258 - 13 czerwca 1262                     |                                               |
| Kazimierz I kujawski/ Władysław Łokietek/ Kazimierz II łęczycki/ Siemowit dobrzyński | Wilk z Izbicy/ Maciej Kobiela | 3  | Przybysław Wyszelic                                                     |      | 14 grudnia 1267 - przed 29 lutego 1268                |                                               |
| Władysław Łokietek/ Kazimierz II łęczycki/ Siemowit dobrzyński                       | Maciej Kobiela | 4  | Rozdział Rozdział z Płomykowa, Płonkowa                                 |      | przed 11 października 1268 - 31 października 1271     |                                               |
| Władysław Łokietek/ Kazimierz II łęczycki/ Siemowit dobrzyński/ Wacław II            | Jarosław z Łojewa/ Bronisz Pomian | 5  | Wojciech z Pęchowa                                                      |      | 31 marca 1282 - 10 stycznia 1301                      | zm. przed 5 lutego 1308                       |
| Wacław II/ Wacław III/ Władysław I Łokietek                                          | Bronisz Pomian | 6  | Bartosz z Kościoła Bartosz z Kościelca                                  |      | 30 września 1304 - 28 kwietnia 1309                   | zm. przed 22 listopada 1311                   |
| Władysław I Łokietek                                                                 | NN. | 7  | Jan Bezdziadowic z Kołudy                                               |      | 19 lipca 1312 - 14/21 marca 1314                      | zm. przed 6 grudnia 1328                      |
| Władysław I Łokietek                                                                 | Jan Bezdziadowic z Kołudy/ Jan z Płonkowa | 8  | Unisław                                                                 |      | 12 października 1314 - 13 stycznia 1318               |                                               |
| Władysław I Łokietek/ Zarząd Zakonu krzyżackiego                                     | Jan z Płonkowa | 9  | Bogusza                                                                 |      | 6 grudnia 1328 - 26 kwietnia 1339                     |                                               |
| Zarząd Zakonu krzyżackiego/ Kazimierz III Wielki                                     | Mościc ze Ściborza | 10 | Maciej                                                                  |      | 10 września 1356 - 16 stycznia 1362                   |                                               |
| Kazimierz III Wielki/ Ludwik Węgierski                                               | Mościc ze Ściborza/ Włodek z Danaborza | 11 | Oswald z Płomykowa Oswald z Płonkowa, Płowiec                           |      | 4 sierpnia 1366 - 26 czerwca 1381                     |                                               |
| Jadwiga Andegaweńska/ Władysław II Jagiełło/ Władysław III Warneńczyk                | Maciej Maczuda z Małego Lubstowa/ Maciej z Łabiszyna/ Janusz z Kościelca/ Jarand z Grabi i Brudzewa                                          | 12 | Marcin Rogala z Wyrzyska Marcin, Marcisz, Rogala z Wyrzyska, Dobieszewa |      | 1 czerwca 1398 - 4 marca 1436                         |                                               |
| Władysław III Warneńczyk/ Kazimierz IV Jagiellończyk                                 | Jarand z Grabi i Brudzewa/ Bogusław ze Służewa i Oporowa                                                                                     | 13 | Mikołaj Szarlejski Mikołaj Szarlejski ze ściborza                       |      | 26 listopada 1437 - 28 sierpnia 1451                  | ok. 1400 - 23 czerwca 1457                    |
| Kazimierz IV Jagiellończyk                                                           | Bogusław ze Służewa i Oporowa/ Mikołaj (I) Kościelecki                                                                                       | 14 | Mikołaj (I) Kościelecki Mikołaj (I) Kościelecki ze Skępego              |      | 29 lipca 1452 - 16 sierpnia 1453                      | ok. 1405 - przed 12 stycznia 1480             |
| Kazimierz IV Jagiellończyk                                                           | Mikołaj (I) Kościelecki | 15 | Mikołaj Łabiski Mikołaj Łabiski ze Złotowa, Łabiszyna                   |      | 24 czerwca 1454 - 1 maja 1457                         |                                               |
| Kazimierz IV Jagiellończyk/ Jan I Olbracht                                           | Jan (I) Kościelecki/ Andrzej Kretkowski/ Jan (I) z Oporowa/ Mikołaj Działyński/ Maciej ze Służewa/ Jan Kościelecki/ Mikołaj (II) Kościelecki | 16 | Krystyn (II) ze Smólska                                                 |      | 15 marca 1458 - 12 września 1497                      | zm. przed 26 maja 1500                        |
| Jan I Olbracht/ Aleksander Jagiellończyk/ Zygmunt I Stary                            | Mikołaj (II) Kościelecki/ Mikołaj Kretkowski                                                                                                 | 17 | Stanisław Kościelecki                                                   |      | 30 grudnia 1500 - 12 października 1511                | 1460, Kościelec – 1534, Sokołów               |
| Zygmunt I Stary                                                                      | Stanisław Kościelecki | 18 | Mikołaj Kościelecki                                                     |      | 24 października 1511 - 18 października 1520           | 1485, Kościelec – 1535                        |
| Zygmunt I Stary                                                                      | Mikołaj Kościelecki/ Hieronim Łaski | 19 | Jan Kościelecki Jan, Janusz, Kościelecki                                |      | 3 grudnia 1520 - 1523                                 |                                               |
| Zygmunt I Stary                                                                      | Jan Oporowski/ Stanisław Tomicki | 20 | Piotr Służewski                                                         |      | 16 lipca 1526 - ok. 25 listopada 1535                 |                                               |
| Zygmunt I Stary/ Zygmunt II August                                                   | Janusz Latalski/ Jan Janusz Kościelecki/ Mikołaj Potulicki/ Jan Janusz Kościelecki                                                           | 21 | Andrzej Krotoski                                                        |      | ok. 25 listopada 1535 - ok. 6 kwietnia 1552           | zm. przed 3 grudnia 1555                      |
| Zygmunt II August                                                                    | Andrzej Krotoski | 22 | Andrzej Kościelecki                                                     |      | 6 kwietnia 1552 - 24 kwietnia 1553                    | 1522, Kościelec – 1565                        |
| Zygmunt II August                                                                    | Andrzej Kościelecki/ Bartłomiej Zebrzydowski/ Jan Służewski/ Mikołaj Sokołowski                                                              | 23 | Jan Krotoski                                                            |      | 29 kwietnia 1553 - 22 marca 1563                      | zm. przed 10 września 1578                    |
| Zygmunt II August                                                                    | Jan Krotoski | 24 | Adam Drzewicki                                                          |      | 20 kwietnia 1563 - 1 lipca 1569/przed 2 września 1569 | zm. przed 2 września 1569                     |
| Zygmunt II August/ Henryk III Walezy/ Stefan Batory                                  | Jan Krotoski | 25 | Piotr Smerzyński                                                        |      | 2 września 1569 - 10 września 1578                    | zm. przez 28 czerwca 1582                     |
| Stefan Batory                                                                        | Piotr Smerzyński | 26 | Jan Spławski                                                            |      | 24 stycznia 1580 - 28 października 1582               | zm. między 25 czerwca 1601 a 25 kwietnia 1602 |
| Stefan Batory                                                                        | Piotr Smerzyński/ Jan Spławski | 27 | Jan Krotoski                                                            |      | 28 października 1582 - przed 11 lutego 1583           | zm. przed 11 lutego 1583                      |
| Stefan Batory/ Zygmunt III Waza                                                      | Jan Spławski/ Michał Działyński/ Jan Gostomski/ Zygmunt Grudziński                                                                           | 28 | Krzysztof Kościelecki                                                   |      | 26 sierpnia 1584 - przed 20 października 1626         | zm. przed 20 października 1626                |
| Zygmunt III Waza/ Władysław IV Waza                                                  | Zygmunt Grudziński/ Stanisław Przyjemski/ Hieronim Radomicki                                                                                 | 29 | Janusz Witosławski                                                      |      | 20 października 1626 - 5 maja 1632                    | zm. 5 maja 1632                               |
| Władysław IV Waza                                                                    | Hieronim Radomicki | 30 | Jan Łowicki                                                             |      | 6 marca 1633 - luty 1640                              | zm. przed 7 marca 1640                        |
| Władysław IV Waza/ Jan II Kazimierz Waza                                             | Hieronim Radomicki | 31 | Andrzej Ruszkowski                                                      |      | 7 marca 1640/2 czerwca 1640 - 4 lipca 1652            |                                               |
| Jan II Kazimierz Waza                                                                | Jakub Hieronim Rozdrażewski/ Jan Opaliński                                                                                                   | 32 | Wojciech Kadzidłowski                                                   |      | 13 października 1655 - 11 września 1663               | zm. przed 12 października 1666                |
| Jan II Kazimierz Waza/ Michał Korybut Wiśniowiecki                                   | Krzysztof Jan Żegocki | 33 | Paweł Ludwik Szczwiński                                                 |      | 12 października 1666 - 14 października 1669           | zm. przed 20 kwietnia 1679                    |
| Michał Korybut Wiśniowiecki/ Jan III Sobieski                                        | Paweł Ludwik Szczawiński | 34 | Jakub Olbracht Szczawiński                                              |      | 15 października 1669 - 20 kwietnia 1679               | zm. przed 6 lutego 1688                       |
| Jan III Sobieski                                                                     | Jakub Olbracht Szczawiński | 35 | Zygmunt Dąmbski                                                         |      | 2 października 1679 - 4 lipca 1684                    | zm. 1704                                      |
| Jan III Sobieski                                                                     | Jakub Olbracht Szczawiński/ Stanisław Jaksa Bykowski                                                                                         | 36 | Stanisław Jemielski                                                     |      | 12 kwietnia 1685 - 17 stycznia 1689                   | zm. przed 7 maja 1689                         |
| Jan III Sobieski                                                                     | Stanisław Jaksa Bykowski | 37 | Olbrycht Adrian Lasocki                                                 |      | 7 maja 1689 - 1690                                    | zm. w lipcu 1693                              |
| Jan III Sobieski/ August II Mocny/ Stanisław Leszczyński/ August II Mocny            | Stanisław Jaksa Bykowski/ Franciszek Zygmunt Gałecki/ Maciej Radomicki                                                                       | 38 | Franciszek Grzybowski                                                   |      | 16 sierpnia 1694 - przed 22 lutego 1713               | ok. 1640 - przed 22 lutego 1713               |
| August II Mocny                                                                      | Maciej Radomicki/ Jan Antoni Radomicki | 39 | Maciej Gąsiorowski                                                      |      | 22 lutego 1713 - 13 czerwca 1726                      | zm. 13 czerwca 1726                           |
| August II Mocny/ Stanisław Leszczyński/ August III Sas                               | Jan Antoni Radomicki/ Ludwik Bartłomiej Szołdrski                                                                                            | 40 | Stanisław Garczyński                                                    |      | 21 czerwca 1726 - 3 kwietnia 1736                     | zm. przed 14 lipca 1737                       |
| August III Sas                                                                       | Ludwik Bartłomiej Szołdrski/ Władysław Józef Szołdrski                                                                                       | 41 | Jan Chryzostom Zboży Radojewski                                         |      | 14 lipca 1737 - 24 lutego 1753                        | zm. 24 lutego 1753                            |
| August III Sas/ Stanisław August Poniatowski                                         | Władysław Józef Szołdrski/ Andrzej Hieronim Zamoyski                                                                                         | 42 | Andrzej Moszczeński Andrzej Mosczyński                                  |      | 9 lipca 1754 - 14 grudnia 1764                        | 1717 – 18 grudnia 1783                        |
| Stanisław August Poniatowski                                                         | Andrzej Moszczeński | 43 | Jan Skarbek                                                             |      | 14 grudnia 1764 - 27 stycznia 1772                    | 1710 - 27 stycznia 1772                       |
| Stanisław August Poniatowski                                                         | Andrzej Moszczeński | 44 | Teodor Wijciech Moszczeński                                             |      | 7 lutego 1772 - 18 maja 1783                          | zm. 18 maja 1783                              |
| Stanisław August Poniatowski                                                         | Andrzej Moszczeński/ Józef Mycielski/ Piotr Alkantary Sumiński                                                                               | 45 | Jan Chryzostom Dąmbski                                                  |      | 17 czerwca 1783 - 1793/5 kwietnia 1812                | zm. 5 kwietnia 1812                           |